# زلاتكو تومسيتش
زلاتكو تومسيتش (بالكرواتية: Zlatko Tomčić)‏ (و. 1945 – م) هو سياسي من كرواتيا ولد في زغرب.
تولى منصب قائمة رؤساء كرواتيا (2000-02-02–2000-02-18) .